# フランシスコ・ジェラウデス
チコ・ジェラウデス(Chico Geraldes)こと、フランシスコ・ジェラウデス（Francisco Geraldes，1995年4月18日 - ）は、ポルトガル・リスボン出身のサッカー選手。GDエストリル・プライア所属。ポジションはミッドフィールダー。

## 経歴
リスボンで生まれ、2003年にスポルティングCPのユースチームに加入した。2013年5月13日、リーガプロのSLベンフィカB戦でスポルティングBとして初出場し、プロデビューを飾った。
2016-17シーズンは、プリメイラ・リーガのモレイレンセFCにレンタル移籍した。2016年8月13日、FCパソス・デ・フェレイラ戦でプリメイラ・リーガ初出場を果たした。それから、およそ一週間後のCDフェイレンセ戦で初ゴールを挙げた。
2017年1月下旬に、スポルティングCP監督のジョルジェ・ジェズスによって、ダニエル・ポデンスと共にスポルティングCPに呼び戻された。2017年3月11日、CDトンデラ戦に途中出場し、スポルティングCPのトップチーム初出場を果たした。
2017-18シーズンは、リオ・アヴェFCにレンタル移籍した。
2018-19シーズンは、アイントラハト・フランクフルトにレンタル移籍した。
2020年8月、以前レンタルで所属していたリオ・アヴェFCへ完全移籍。
2021年7月30日、GDエストリル・プライアに移籍。

## タイトル
- スポルティングCP
  - タッサ・ダ・リーガ：2018-19
  - タッサ・デ・ポルトガル：2018-19